# 夢の花
「夢の花」（ゆめのはな）は、日本のロックバンド・THE BACK HORNの8枚目のシングル。2004年7月21日発売。

## 解説
PVは、表題曲「夢の花」に加え、カップリング曲「レクイエム」にも制作されている。
「レクイエム」は、映画『CASSHERN』挿入歌。

## 収録曲
全作曲・編曲：THE BACK HORN。
1. 夢の花
（作詞：松田晋二）
2. 針の雨
（作詞：松田晋二）
3. レクイエム
（作詞：THE BACK HORN）

## 収録アルバム
- オリジナルアルバム『ヘッドフォンチルドレン』（2005年3月16日、VICL-62950 / VIZL-133）
- ベストアルバム『BEST THE BACK HORN』（2008年1月23日、VICL-62746）